# Битка
Битка је судар наоружане војне јединице или групе у току рата, која има за циљ да порази и успостави доминацију над неком другом војном јединицом или групом. Исход битке може бити пресудан за даљи ток рата, а каткад и за његов крај. Борбене радње током рата су радње које имају за циљ војно уништавање противнички убјеђених трупа. Борбе се изводе у оквиру операције. Више временски и територијално повезаних борби, као дио једне операције, називају се битка.
Војничка битка може бити копнена, поморска, ваздушна и комбинована. Правила настала на искуству стеченом у појединим биткама зову се стратегија и тактика. Немачки стратег Карл фон Клаузевиц је изјавио да је „употреба битака... за постизање циља рата“ суштина стратегије.
Многе битке називају се у литератури именом стратегијских објеката око којих се битка водила (нпр. Московска, Стаљинградска, Берлинска и др.), а понекад се тај термин употребљава условно као Битка за рањенике, Битка за Атлантик, Битка за Берлин.

## Карактеристике
Дефинишућа карактеристика борбе као концепта у војној науци мењала се са варијацијама у организацији, ангажовању и технологији војних снага. Енглески војни историчар Џон Киган предложио је идеалну дефиницију битке као „нечега што се дешава између две војске што доводи до моралног, а затим физичког распада једне или друге“, али порекло и исходи битака се ретко могу тако уредно сумирати. Битка у 20. и 21. веку се дефинише као борба између великих компоненти снага у војној кампањи, коришћена за постизање војних циљева. Тамо где је трајање битке дуже од недељу дана, често се из разлога планирања назива операцијом. Битке се могу планирати, поспешивати или форсирати од стране једне стране када друга није у стању да се повуче из борбе.
Битка увек има за циљ постизање циља мисије употребом војне силе. Победа у бици се постиже када једна од супротстављених страна примора другу да напусти своју мисију и преда своје снаге, разбије другу (тј. примора је да се повуче или је учини војно неефикасном за даља борбена дејства) или је уништи, што резултира њиховом смрћу или заробљавањем. Битка се може завршити Пировом победом, која на крају иде у прилог пораженој страни. Ако се у борби не постигне решење, то може довести до застоја. Сукоб у којем једна страна није вољна да донесе одлуку директном битком користећи конвенционално ратовање често постаје побуна.
До 19. века већина битака је била кратког трајања, а многе су трајале и по део дана. (Битка код Престона (1648), Битка нација (1813) и Битка код Гетисбурга (1863) биле су изузетне у трајању од три дана.) Ово је углавном било због потешкоћа у снабдевању армија на терену или извођењу ноћних операција. Средства за продужење битке обично су била опсадни рат. Побољшања у транспорту и нагли развој рововског ратовања, са његовом опсадном природом током Првог светског рата у 20. веку, продужили су трајање битака на дане и недеље. Ово је створило захтев за ротацијом јединица како би се спречио замор од борбе, при чему је пожељно да трупе не остану у борбеној зони операција дуже од месец дана.
Употреба термина „битка“ у војној историји довела је до његове злоупотребе када се говори о скоро свим размерама борби, посебно од стране стратешких снага које укључују стотине хиљада трупа које могу бити ангажоване у било којој бици у исто време (Битка код Лајпцига) или операције (Битка код Курска). Простор који битка заузима зависи од домета оружја бораца. „Битка“ у овом ширем смислу може бити дуготрајна и одвијати се на великом подручју, као у случају Битке за Британију или Битке за Атлантик. До појаве артиљерије и авиона, борбе су се водиле са обе стране на видику, ако не и на дохват руке. Дубина бојног поља је такође повећана у савременом ратовању укључивањем јединица за подршку у позадинским подручјима; снабдевање, артиљерија, медицинско особље итд. често бројчано надмашују борбене трупе на линији фронта.
Битке се састоје од мноштва појединачних борби, окршаја и малих сукоба и борци обично искушавају само мали део битке. За пешадију, можда постоји мало разлике између борбе као дела мањег препада или велике офанзиве, нити је вероватно да он предвиђа будући ток битке; мало британске пешадије која је прешла врх првог дана на Соми, 1. јула 1916, очекивало би да ће битка трајати пет месеци. Делови савезничке пешадије која је управо нанела тежак пораз Французима у Бици код Ватерлоа у потпуности су очекивали да ће морати да се поново боре следећег дана (у Бици код Вавра).